# あれも食いたいこれも食いたい
『あれも食いたいこれも食いたい』（あれもくいたいこれもくいたい）は、東海林さだおのイラスト付きコラム。

## 概要
2023年5月に休刊した『週刊朝日』（朝日新聞社→朝日新聞出版）で1987年から36年間にわたり長期連載されていた。毎回様々な食材にスポットを当て、それにまつわる随想と複数の1コマ漫画カットがつづられる。
作品がまとめて刊行される際には「○○の丸かじり」と題して、朝日新聞出版より単行本が、また文春文庫より文庫版が発売される（単行本表紙下部には「丸かじりシリーズ」の表題とともに巻数が印刷されている。後述）。
感覚的な擬音を多用したくだけた口語体の文章が特徴で、「昭和軽薄体」に数えられることがある。
2024年1月より朝日新聞の土曜日別冊版『be』にて、続編となる『まだまだ！あれも食いたいこれも食いたい』を隔週で連載中。

## 丸かじりシリーズ
巻数、書名、初版発行日（単行本、文庫の順）
1. タコの丸かじり 1988年6月、1994年8月10日
2. キャベツの丸かじり 1989年1月、1994年11月10日
3. トンカツの丸かじり 1989年11月、1995年10月10日
4. ワニの丸かじり 1990年6月、1996年4月10日
5. ナマズの丸かじり 1991年3月、1996年8月10日
6. タクアンの丸かじり 1991年10月、1997年4月10日
7. 鯛ヤキの丸かじり 1992年5月、1997年11月10日
8. 伊勢エビの丸かじり 1993年2月、1998年5月10日
9. 駅弁の丸かじり 1993年11月、1999年5月10日
10. ブタの丸かじり 1995年1月、2000年9月10日
11. マツタケの丸かじり 1995年11月、2001年1月10日
12. スイカの丸かじり 1996年8月、2001年5月10日
13. ダンゴの丸かじり 1997年4月、2001年9月10日
14. 親子丼の丸かじり 1997年10月、2002年4月10日
15. タケノコの丸かじり 1998年4月、2002年11月10日
16. ケーキの丸かじり 1999年3月、2003年5月10日
17. タヌキの丸かじり 2000年4月、2004年2月10日
18. 猫めしの丸かじり 2000年10月、2004年8月10日
19. 昼メシの丸かじり 2001年8月、2005年6月10日
20. ゴハンの丸かじり 2002年10月、2006年2月10日
21. どぜうの丸かじり 2004年2月14日、2007年2月10日
22. パンの耳の丸かじり 2004年11月、2008年2月10日
23. ホットドッグの丸かじり 2005年5月12日、2008年11月10日
24. おでんの丸かじり 2006年2月7日、2009年6月10日
25. うなぎの丸かじり 2006年9月、2010年7月10日
26. パイナップルの丸かじり 2007年2月、2010年10月10日
27. コロッケの丸かじり 2007年9月7日、2010年11月10日
28. おにぎりの丸かじり 2008年3月7日、2010年12月10日
29. メロンの丸かじり 2008年12月5日、2011年11月10日
30. どら焼きの丸かじり 2009年6月19日、2013年8月6日
31. ホルモン焼きの丸かじり 2009年12月4日、2013年10月10日
32. いかめしの丸かじり 2010年6月18日、2014年1月4日
33. ゆで卵の丸かじり 2011年4月7日、2014年7月10日
34. アンパンの丸かじり 2012年3月16日、2015年4月10日
35. レバ刺しの丸かじり 2012年12月20日、2016年6月10日
36. サンマの丸かじり 2013年10月18日、2016年12月1日
37. 目玉焼きの丸かじり 2014年10月21日、2018年1月4日
38. メンチカツの丸かじり 2015年11月20日、2018年8月3日
39. シウマイの丸かじり 2016年11月18日、2019年4月10日
40. 焼き鳥の丸かじり 2017年11月20日、2020年4月8日
41. バナナの丸かじり 2018年11月20日、2021年4月6日
42. サクランボの丸かじり 2019年11月20日、2022年4月6日
43. パンダの丸かじり 2020年11月20日、2023年4月5日
44. 干し芋の丸かじり 2021年11月19日、文庫未刊行
45. 町中華の丸かじり 2022年11月18日、文庫未刊行
46. 丼めしの丸かじり 2023年7月21日、文庫未刊行
47. カレーライスの丸かじり 2024年1月19日、文庫未刊行

- 選集
  - 東海林さだおの弁当箱―自選・特選 あれも食いたいこれも食いたい 1995年4月（朝日文芸文庫）
  - 東海林さだおのフルコース―“丸かじり”傑作選 2000年12月（朝日文庫）
  - 東海林さだおの大宴会 2002年12月（朝日文庫）
  - 丸かじり劇場メモリアルBOX 2007年10月10日（朝日文庫）
  - 東海林さだおの満腹大食堂 「丸かじり」グルメガイド 2005年3月18日、文庫未刊行
  - 大盛り! さだおの丸かじり 酒とつまみと丼と（文春文庫）2023年1月4日

また、このシリーズに含まれないが同著者による書籍で書名に「丸かじり」が含まれるものに「平成サラリーマン専科　トホホとウヒョヒョの丸かじり」「平成サラリーマン専科 ニョーボもマキコも丸かじり」がある。

## テレビ番組
- 1998年、テレビ朝日の同名番組（関東ローカル）の原作となった。主演は風間杜夫。東海林のエッセーを風間が朗読しつつ、寸劇を入れたもの。